# East Haddam
East Haddam è un comune di 8.808 abitanti degli Stati Uniti d'America, situato nella Contea di Middlesex nello Stato del Connecticut.